# Чан Мён Су
Чан Мён Су (кор. 장명수: Чан Мёнсу́; 6 марта 1956, Республика Корея) — южнокорейская фигуристка, участница Олимпийских игр 1972 года в женском одиночном катании.

## Карьера
Трижды принимала участие в чемпионатах мира: в 1972 году заняла 18 место из 21, в 1973 году заняла 25 место из 27, в 1974 году заняла 20 место из 28. На своих первых и последних Олимпийских играх, проходивших в Саппоро, она заняла 18 место после короткой программы, 19 в произвольной программе, всего получила по шестибалльной системе 2117 баллов и заняла последнее, 19-е место, уступив Марине Саная.

## Спортивные достижения
| Соревнования/Сезоны, в ячейках — места | 1971/72 | 1972/73 | 1973/74 |
| -------------------------------------- | ------- | ------- | ------- |
| Олимпийские игры                       | 19      |         |         |
| Чемпионаты мира                        | 18      | 25      | 20      |